# إبراهيم أيدمير
إبراهيم أيدمير (بالألمانية: İbrahim Aydemir؛ بالتركية: İbrahim Aydemir) هو لاعب كرة قدم تركي وألماني في مركز الهجوم، ولد في 19 مايو 1983 في آوغسبورغ في ألمانيا. شارك مع منتخب تركيا ب لكرة القدم ‏. أما مع النوادي، فقد لعب مع سامسون سبور وسيفاسبور ونادي أونترهاخينغ ونادي شتوتغارت للرديف.

## وصلات خارجية
- إبراهيم أيدمير على موقع اتحاد تركيا (لاعب) (الإنجليزية)
- إبراهيم أيدمير على موقع قاعدة بيانات كرة القدم.إي يو (الإنجليزية)
- إبراهيم أيدمير على موقع عالم كرة القدم.نت (الإنجليزية)